# Al Altaev
Margarita Vladimirovna Rokotova, escrevendo como Al Altaev (Kiev, 22 de novembro de 1872 - Moscou, 13 de fevereiro de 1959), era uma autora russa de livros infantis.

## Biografia
Margarita Vladimirovna Rokotova nasceu em Kiev em 1872. Em 1889, ela começou uma carreira de escritora após inicialmente treinar como artista. Os primeiros conselhos foram do poeta Yakov Polonsky e ela rapidamente adotou um nome masculino, Al Altaev. O nome foi retirado de um dos contos de Polonsky.
Sua carreira de escritora começou bem, mas ela se casou com um trabalhador florestal chamado Iamshchikov, que queimou suas histórias destinadas a revistas. Rokotova deixou o marido com o passaporte, mas ela levou a filha. Ela se sustentou por seis anos copiando documentos enquanto frequentava as delegacias de polícia para explicar sua falta de documentação. Em 1899, ela publicou uma biografia que escreveu do poeta Semyon Nadson, que havia morrido em 1877.
A revolução estava começando e o apartamento de Rokotova em São Petersburgo era a editora do jornal estudantil de esquerda Young Russia. Ela foi convocada para ajudar com dois jornais bolcheviques após a revolução de outubro no Instituto Smolny. Como resultado, ela conheceu muitos dos principais revolucionários como Lenin.
Ela foi convocada para fazer publicidade em Moscou, onde ficou no Metropole Hotel por anos. Com o tempo, sua filha começou a ajudá-la. Ela adotou o nome do Art. Feliche.

## Morte e legado
Altaev morreu em 1959 em Moscou, terminando uma carreira literária de 70 anos. Ela escrevera cerca de 200 livros, mas muitos foram esquecidos. Muitos de seus livros eram biografias de pessoas famosas da história ou romances históricos para crianças. Ela também escreveu um bom número de histórias que conseguiu compilar em livros.
Na vila de Lositsy, distrito de Plyuska, região de Pskov, no território da antiga propriedade nobre do distrito de Log Gdovsky, foi instituído o Al. Altaev Literary and Memorial House and Museum para a escritora (foi aberto em 1967).